# خوسيه دي لا كيويستا
خوسيه دي لا كيويستا (بالإسبانية: José Julián de la Cuesta)‏ هو لاعب كرة قدم كولومبي، ولد في 10 فبراير 1983 في ميديلين في كولومبيا. شارك مع منتخب كولومبيا تحت 20 سنة لكرة القدم ومنتخب كولومبيا لكرة القدم. أما مع النوادي، فقد لعب مع أتلتيكو ناسيونال وأوستريا فيينا وإنديبنديينتي سانتا في وريال بلد الوليد ونادي ألباسيتي ونادي قادش.

## مسيرته الكروية
لعب خوسيه دي لا كيويستا خلال مسيرته الاحترافية مع 6 أندية في اثنا عشر موسمًا وسجل خلالها 13 هدفًا ضمن 175 مباراة. ولم يفز بأي موسم بالكأس وفاز في موسم واحد بالدوري.
خاض خوسيه دي لا كيويستا مسيرته مع نادي أتلتيكو ناسيونال ما بين عامي 2003 و2004 لمدة موسم واحد، مشاركًا في 7 مباريات ولم يسجل أي هدف. ثم انتقل إلى نادي قادش في موسم 2003–04 في المرة الأولى واستمر معه طيلة ثلاثة مواسم ثم في موسم 2007–08 واستمر معه طيلة ثلاثة مواسم، حيث شارك طوالها في 83 مباراة سجل خلالها 6 أهداف. لينتقل بعدها إلى نادي ريال بلد الوليد في موسم 2006–07 لمدة موسم واحد، مشاركًا في 10 مباريات سجل خلالها هدفين. ثم انتقل إلى نادي ألباسيتي في موسم 2010–11 لمدة موسم واحد، مشاركًا في 27 مباراة سجل خلالها هدفًا واحدًا. هذا وانتقل لاحقًا إلى نادي إنديبنديينتي سانتا في في عامي 2014-2016 ولمدة موسمين، مشاركًا في 29 مباراة سجل خلالها هدفًا واحدًا أيضًا. ثم انتقل بعدها إلى نادي أونس كالداس ما بين عامي 2016 و2017 لمدة موسم واحد، مشاركًا في 19 مباراة سجل خلالها 3 أهداف.

## وصلات خارجية
- خوسيه دي لا كيويستا على موقع الاتحاد الدولي (مؤرشف)  (الإنجليزية)
- خوسيه دي لا كيويستا على موقع قاعدة بيانات كرة القدم.إي يو (الإنجليزية)
- خوسيه دي لا كيويستا على موقع ناشيونال فوتبول تيمز (الإنجليزية)
- خوسيه دي لا كيويستا على موقع Soccerway.com (الإنجليزية)